# Toyota GR Yaris Rally1
El Toyota GR Yaris Rally1 es un vehículo de competición basado en el Toyota GR Yaris con homologación Rally1 y construido por Toyota para su uso en competiciones de rally. Este vehículo hará su debut en el Rally de Montecarlo de 2022.

## Desarrollo
El 31 de marzo de 2021, la FIA y WRC Promoter anunciaron que los constructores presentes en el campeonato (Hyundai, Toyota y M-Sport) firmaron un acuerdo de tres años para participar con los nuevos Rally1 híbridos hasta la temporada 2024 siendo Toyota la segunda que confirmó su presencia tras M-Sport.
Los primeros test del nuevo Toyota GR Yaris WRC Rally1 se dieron a mediados de abril en el sureste de Francia. En estos test realizados con mucho secretismo sobre tierra tuvieron como finalidad probar la resistencia de los componentes del vehículo.
Un mes después, en mayo, Toyota probo en Finlandia el GR Yaris Rally1, prueba en la cual e lograrón fotografiar las primeras imágenes del vehículo. En estos test el vehículo fue pilotado por el piloto probador del equipo, Juho Hänninen y en estas pruebas se vieron las primeras formas del vehículo.
El 15 de octubre, Tom Fowler director técnico del equipo, reveló que habían empezado a fabricar el chasis tubular del GR Yaris Rally1. Este concepto de chasis utilizado por Toyota y los otros fabricantes fue utilizado por última vez en 1986, la última temporada de los legendarios Grupo B.
A principios de noviembre, Toyota realizó unos test sobre tierra en Cataluña de la mano de Elfyn Evans y Kalle Rovanperä y a finales del mes, los test fueron trasladados a Francia, en donde debía subirse por primera vez en el GR Yaris Rally1, Sébastien Ogier pero debido a una salida de carretera de Evans impidio que el bicampeón del mundo con la marca no pudiera probarlo.
Finalmente el 11 de diciembre, Sébastien Ogier realizó su primer prueba con el GR Yaris Rally1 en los Alpes Franceses, en la que fue la preparación del equipo para el Rally de Montecarlo, primera prueba de la temporada 2022.  Dos días después del test de Ogier, Tom Fowler, director técnico del Toyota Gazoo Racing WRT confirmó a los medios de comunicación que el vehículo utilizado en el test de Ogier era la versión final del Toyota GR Yaris WRC Rally1.

## Resultados en el Campeonato Mundial de Rallys

### Campeonatos mundiales
| Año  | Título                                                 | Competidor              | Carreras | Victorias | Podios | Puntos |
| ---- | ------------------------------------------------------ | ----------------------- | -------- | --------- | ------ | ------ |
| 2022 | Campeonato Mundial de Rally de la FIA de Pilotos       | Kalle Rovanperä         | 13       | 6         | 8      | 255    |
| 2022 | Campeonato Mundial de Rally de la FIA de Copilotos     | Jonne Halttunen         | 13       | 6         | 8      | 255    |
| 2022 | Campeonato Mundial de Rally de la FIA de Constructores | Toyota Gazoo Racing WRT | 39       | 7         | 18     | 525    |
| 2023 | Campeonato Mundial de Rally de la FIA de Pilotos       | Kalle Rovanperä         | 13       | 3         | 8      | 250    |
| 2023 | Campeonato Mundial de Rally de la FIA de Copilotos     | Jonne Halttunen         | 13       | 3         | 8      | 250    |
| 2023 | Campeonato Mundial de Rally de la FIA de Constructores | Toyota Gazoo Racing WRT | 38       | 8         | 19     | 548    |
| 2024 | Campeonato Mundial de Rally de la FIA de Constructores | Toyota Gazoo Racing WRT | 39       | 8         | 19     | 561    |

### Rallys ganados
| Año  | No. | Rally                                      | Superficie | Piloto          | Copiloto          | Equipo                  |
| ---- | --- | ------------------------------------------ | ---------- | --------------- | ----------------- | ----------------------- |
| 2022 | 1   | 69th Rally Sweden                          | Nieve      | Kalle Rovanperä | Jonne Halttunen   | Toyota Gazoo Racing WRT |
| 2022 | 2   | 46. Croatia Rally                          | Asfalto    | Kalle Rovanperä | Jonne Halttunen   | Toyota Gazoo Racing WRT |
| 2022 | 3   | 55.º Vodafone Rally de Portugal            | Tierra     | Kalle Rovanperä | Jonne Halttunen   | Toyota Gazoo Racing WRT |
| 2022 | 4   | 70th Safari Rally Kenya                    | Tierra     | Kalle Rovanperä | Jonne Halttunen   | Toyota Gazoo Racing WRT |
| 2022 | 5   | 12. WRC Rally Estonia                      | Tierra     | Kalle Rovanperä | Jonne Halttunen   | Toyota Gazoo Racing WRT |
| 2022 | 6   | 45th Repco Rally New Zealand               | Tierra     | Kalle Rovanperä | Jonne Halttunen   | Toyota Gazoo Racing WRT |
| 2022 | 7   | 57. RallyRACC Catalunya - Costa Daurada    | Asfalto    | Sébastien Ogier | Benjamin Veillas  | Toyota Gazoo Racing WRT |
| 2023 | 8   | 91ème Rallye Automobile Monte-Carlo        | Mixto      | Sébastien Ogier | Vincent Landais   | Toyota Gazoo Racing WRT |
| 2023 | 9   | 19.º Rally Guanajuato México               | Tierra     | Sébastien Ogier | Vincent Landais   | Toyota Gazoo Racing WRT |
| 2023 | 10  | 47.º Croatia Rally                         | Asfalto    | Elfyn Evans     | Scott Martin      | Toyota Gazoo Racing WRT |
| 2023 | 11  | 56.º Vodafone Rally de Portugal            | Tierra     | Kalle Rovanperä | Jonne Halttunen   | Toyota Gazoo Racing WRT |
| 2023 | 12  | 71st Safari Rally Kenya                    | Tierra     | Sébastien Ogier | Vincent Landais   | Toyota Gazoo Racing WRT |
| 2023 | 13  | 13. WRC Rally Estonia                      | Tierra     | Kalle Rovanperä | Jonne Halttunen   | Toyota Gazoo Racing WRT |
| 2023 | 14  | 72st Secto Rally Finland                   | Tierra     | Elfyn Evans     | Scott Martin      | Toyota Gazoo Racing WRT |
| 2023 | 15  | 67. EKO Acropolis Rally Greece             | Tierra     | Kalle Rovanperä | Jonne Halttunen   | Toyota Gazoo Racing WRT |
| 2023 | 16  | 8th FORUM8 Rally Japan                     | Asfalto    | Elfyn Evans     | Scott Martin      | Toyota Gazoo Racing WRT |
| 2024 | 17  | 72nd Safari Rally Kenya                    | Tierra     | Kalle Rovanperä | Jonne Halttunen   | Toyota Gazoo Racing WRT |
| 2024 | 18  | 48.º Croatia Rally                         | Asfalto    | Sébastien Ogier | Vincent Landais   | Toyota Gazoo Racing WRT |
| 2024 | 19  | 57.º Vodafone Rally de Portugal            | Tierra     | Sébastien Ogier | Vincent Landais   | Toyota Gazoo Racing WRT |
| 2024 | 20  | 80. Orlen Rally Poland                     | Tierra     | Kalle Rovanperä | Jonne Halttunen   | Toyota Gazoo Racing WRT |
| 2024 | 21  | 1.º Tet Rally Latvia                       | Tierra     | Kalle Rovanperä | Jonne Halttunen   | Toyota Gazoo Racing WRT |
| 2024 | 22  | 73rd Secto Rally Finland                   | Tierra     | Sébastien Ogier | Vincent Landais   | Toyota Gazoo Racing WRT |
| 2024 | 23  | 3. Rally Chile BIOBÍO                      | Tierra     | Kalle Rovanperä | Jonne Halttunen   | Toyota Gazoo Racing WRT |
| 2024 | 24  | 9th FORUM8 Rally Japan                     | Asfalto    | Elfyn Evans     | Scott Martin      | Toyota Gazoo Racing WRT |
| 2025 | 25  | 93ème Rallye Automobile Monte-Carlo        | Mixto      | Sébastien Ogier | Vincent Landais   | Toyota Gazoo Racing WRT |
| 2025 | 26  | 72nd Rally Sweden                          | Nieve      | Elfyn Evans     | Scott Martin      | Toyota Gazoo Racing WRT |
| 2025 | 27  | 73rd Safari Rally Kenya                    | Tierra     | Elfyn Evans     | Scott Martin      | Toyota Gazoo Racing WRT |
| 2025 | 28  | 49.º Rally Islas Canarias - Rally of Spain | Asfalto    | Kalle Rovanperä | Jonne Halttunen   | Toyota Gazoo Racing WRT |
| 2025 | 29  | 58.º Vodafone Rally de Portugal            | Tierra     | Sébastien Ogier | Vincent Landais   | Toyota Gazoo Racing WRT |
| 2025 | 30  | 22.º Rally d'Italia Sardegna               | Tierra     | Sébastien Ogier | Vincent Landais   | Toyota Gazoo Racing WRT |
| 2025 | 31  | 15. Delfi Rally Estonia                    | Tierra     | Oliver Solberg  | Elliott Edmondson | Toyota Gazoo Racing WRT |

### Resultados completos en el Campeonato Mundial de Rallys
| Año  | Equipo                     | N.º | Piloto             | Rondas  | Rondas  | Rondas  | Rondas  | Rondas  | Rondas | Rondas | Rondas  | Rondas  | Rondas  | Rondas  | Rondas  | Rondas | Rondas | Puntos | Pos CMP | Puntos | Pos CMC |
| Año  | Equipo                     | N.º | Piloto             | 1       | 2       | 3       | 4       | 5       | 6      | 7      | 8       | 9       | 10      | 11      | 12      | 13     | 14     | Puntos | Pos CMP | Puntos | Pos CMC |
| 2022 | Toyota Gazoo Racing WRT    |     |                    |         |         |         |         |         |        |        |         |         |         |         |         |        |        |        |         |        |         |
| ---- | -------------------------- | --- | ------------------ | ------- | ------- | ------- | ------- | ------- | ------ | ------ | ------- | ------- | ------- | ------- | ------- | ------ | ------ | ------ | ------- | ------ | ------- |
| 2022 | Toyota Gazoo Racing WRT    | 1   | Sébastien Ogier    | MON 2   | SWE     | CRO     | POR 51  | ITA     | SAF 4  | EST    | FIN     | BEL     | GRE     | NZL 2   | ESP 1   | JPN 4  |        | 97     | 6.º     | 525    | 1.º     |
| 2022 | Toyota Gazoo Racing WRT    | 4   | Esapekka Lappi     | MON     | SWE 3   | CRO 49  | POR     | ITA 44  | SAF    | EST 6  | FIN 3   | BEL 3   | GRE 22  | NZL     | ESP     | JPN    |        | 58     | 9.º     | 525    | 1.º     |
| 2022 | Toyota Gazoo Racing WRT    | 33  | Elfyn Evans        | MON 21  | SWE Ret | CRO 5   | POR 2   | ITA 40  | SAF 2  | EST 2  | FIN 4   | BEL 2   | GRE Ret | NZL Ret | ESP 6   | JPN 5  |        | 134    | 4.º     | 525    | 1.º     |
| 2022 | Toyota Gazoo Racing WRT    | 69  | Kalle Rovanperä    | MON 4   | SWE 1   | CRO 1   | POR 1   | ITA 5   | SAF 1  | EST 1  | FIN 2   | BEL 62  | GRE 15  | NZL 1   | ESP 3   | JPN 12 |        | 255    | 1.º     | 525    | 1.º     |
| 2022 | Toyota Gazoo Racing WRT NG | 18  | Takamoto Katsuta   | MON 8   | SWE 4   | CRO 6   | POR 4   | ITA 6   | SAF 3  | EST 5  | FIN 6   | BEL 5   | GRE 6   | NZL Ret | ESP 7   | JPN 3  |        | 122    | 5.º     | 138    | 4.º     |
| 2023 | Toyota Gazoo Racing WRT    |     |                    |         |         |         |         |         |        |        |         |         |         |         |         |        |        |        |         |        |         |
| 2023 | Toyota Gazoo Racing WRT    | 17  | Sébastien Ogier    | MON 1   | SWE     | MEX 1   | CRO 5   | POR     | ITA 14 | SAF 1  | EST     | FIN     | GRE 10  | CHL     | EUR 4   | JPN 2  |        | 133    | 5.º     | 548    | 1.º     |
| 2023 | Toyota Gazoo Racing WRT    | 18  | Takamoto Katsuta   | MON 6   | SWE Ret | MEX 23  | CRO 6   | POR 33  | ITA 40 | SAF 4  | EST 7   | FIN 3   | GRE 6   | CHL 5   | EUR 5   | JPN 5  |        | 101    | 7.º     | 548    | 1.º     |
| 2023 | Toyota Gazoo Racing WRT    | 33  | Elfyn Evans        | MON 4   | SWE 5   | MEX 3   | CRO 1   | POR Ret | ITA 4  | SAF 3  | EST 4   | FIN 1   | GRE 2   | CHL 3   | EUR 31  | JPN 1  |        | 216    | 2.º     | 548    | 1.º     |
| 2023 | Toyota Gazoo Racing WRT    | 69  | Kalle Rovanperä    | MON 2   | SWE 4   | MEX 4   | CRO 4   | POR 1   | ITA 3  | SAF 2  | EST 1   | FIN Ret | GRE 1   | CHL 4   | EUR 2   | JPN 3  |        | 250    | 1.º     | 548    | 1.º     |
| 2023 | Toyota Gazoo Racing WRT    | 37  | Lorenzo Bertelli   | MON     | SWE 14  | MEX     | CRO     | POR     | ITA    | SAF    | EST     | FIN     | GRE     | CHL     | EUR     | JPN    |        | 0      | NC      | –      | –       |
| 2023 | Toyota Gazoo Racing WRT    | 97  | Jari-Matti Latvala | MON     | SWE     | MEX     | CRO     | POR     | ITA    | SAF    | EST     | FIN 5   | GRE     | CHL     | EUR     | JPN    |        | 11     | 18.º    | –      | –       |
| 2024 | Toyota Gazoo Racing WRT    |     |                    |         |         |         |         |         |        |        |         |         |         |         |         |        |        |        |         |        |         |
| 2024 | Toyota Gazoo Racing WRT    | 17  | Sébastien Ogier    | MON 2   | SWE     | SAF     | CRO 1   | POR 1   | ITA 2  | POL WD | LAT 2   | FIN 1   | GRE 16  | CHL 36  | EUR Ret | JPN 2  |        | 191    | 4.º     | 561    | 1.º     |
| 2024 | Toyota Gazoo Racing WRT    | 18  | Takamoto Katsuta   | MON 7   | SWE 45  | SAF 2   | CRO 5   | POR 29  | ITA 35 | POL 8  | LAT 6   | FIN 41  | GRE 40  | CHL WD  | EUR 4   | JPN 4  |        | 116    | 6.º     | 561    | 1.º     |
| 2024 | Toyota Gazoo Racing WRT    | 33  | Elfyn Evans        | MON 3   | SWE 2   | SAF 4   | CRO 2   | POR 6   | ITA 4  | POL 2  | LAT 5   | FIN Ret | GRE 18  | CHL 2   | EUR 2   | JPN 1  |        | 210    | 2.º     | 561    | 1.º     |
| 2024 | Toyota Gazoo Racing WRT    | 69  | Kalle Rovanperä    | MON     | SWE 39  | SAF 1   | CRO     | POR 33  | ITA    | POL 1  | LAT 1   | FIN Ret | GRE     | CHL 1   | EUR     | JPN    |        | 114    | 7.º     | 561    | 1.º     |
| 2024 | Toyota Gazoo Racing WRT    | 5   | Sami Pajari        | MON     | SWE     | SAF     | CRO     | POR     | ITA    | POL    | LAT     | FIN 4   | GRE     | CHL 6   | EUR Ret | JPN    |        | 44     | 10.º    | –      | –       |
| 2024 | Toyota Gazoo Racing WRT    | 37  | Lorenzo Bertelli   | MON     | SWE 10  | SAF     | CRO     | POR     | ITA    | POL    | LAT     | FIN     | GRE     | CHL     | EUR     | JPN    |        | 0      | NC      | –      | –       |
| 2025 | Toyota Gazoo Racing WRT    |     |                    |         |         |         |         |         |        |        |         |         |         |         |         |        |        |        |         |        |         |
| 2025 | Toyota Gazoo Racing WRT    | 17  | Sébastien Ogier    | MON 1   | SWE     | SAF     | ESP 2   | POR 1   | ITA 1  | GRE 2  | EST     | FIN     | PAR     | CHL     | EUR     | JPN    | SAU    | 141    | 3.º     | 399    | 1.º     |
| 2025 | Toyota Gazoo Racing WRT    | 18  | Takamoto Katsuta   | MON Ret | SWE 2   | SAF Ret | ESP 4   | POR 5   | ITA 5  | GRE 30 | EST Ret | FIN     | PAR     | CHL     | EUR     | JPN    | SAU    | 63     | 7.º     | 399    | 1.º     |
| 2025 | Toyota Gazoo Racing WRT    | 33  | Elfyn Evans        | MON 2   | SWE 1   | SAF 1   | ESP 3   | POR 6   | ITA 4  | GRE 4  | EST 6   | FIN     | PAR     | CHL     | EUR     | JPN    | SAU    | 161    | 2.º     | 399    | 1.º     |
| 2025 | Toyota Gazoo Racing WRT    | 69  | Kalle Rovanperä    | MON 4   | SWE 5   | SAF Ret | ESP 1   | POR 3   | ITA 3  | GRE 26 | EST 4   | FIN     | PAR     | CHL     | EUR     | JPN    | SAU    | 138    | 4.º     | 399    | 1.º     |
| 2025 | Toyota Gazoo Racing WRT    | 37  | Lorenzo Bertelli   | MON     | SWE WD  | SAF     | ESP     | POR     | ITA    | GRE    | EST     | FIN     | PAR     | CHL     | EUR     | JPN    | SAU    | 0      | NC      | –      | –       |
| 2025 | Toyota Gazoo Racing WRT    | 99  | Oliver Solberg     | MON     | SWE     | SAF     | ESP     | POR     | ITA    | GRE    | EST 1   | FIN     | PAR     | CHL     | EUR     | JPN    | SAU    | 52     | 8.º     | –      | –       |
| 2025 | Toyota Gazoo Racing WRT2   | 5   | Sami Pajari        | MON Ret | SWE 7   | SAF 4   | ESP Ret | POR 7   | ITA 7  | GRE 46 | EST 7   | FIN     | PAR     | CHL     | EUR     | JPN    | SAU    | 38     | 9.º     | 68     | 4.º     |